# Municipio de Olive (condado de Clinton)
El municipio de Olive (en inglés: Olive Township) es un municipio ubicado en el condado de Clinton en el estado estadounidense de Míchigan. En el año 2010 tenía una población de 2476 habitantes y una densidad poblacional de 26,69 personas por km².

## Geografía
El municipio de Olive se encuentra ubicado en las coordenadas 42°53′50″N 84°32′56″O / 42.89722, -84.54889. Según la Oficina del Censo de los Estados Unidos, el municipio tiene una superficie total de 92.78 km², de la cual 92,28 km² corresponden a tierra firme y (0,54 %) 0,5 km² es agua.

## Demografía
Según el censo de 2010, había 2476 personas residiendo en el municipio de Olive. La densidad de población era de 26,69 hab./km². De los 2476 habitantes, el municipio de Olive estaba compuesto por el 95,84 % blancos, el 0,65 % eran afroamericanos, el 1,09 % eran amerindios, el 0,85 % eran asiáticos, el 0,48 % eran de otras razas y el 1,09 % eran de una mezcla de razas. Del total de la población el 1,66 % eran hispanos o latinos de cualquier raza.